# Санто, Тивадар
Тивадар Санто, Теодор Санто (венг. Szántó Tivadar, нем. Theodor Szanto; 3 июня 1877, Вена — 7 января 1934, Будапешт) — венгерский пианист и композитор. Дядя дирижёра Ласло Халаса.

## Биография
Происходил из еврейской семьи Шмулевичей. С 1893 г. учился в Будапештской музыкальной академии у Кальмана Чована и Ганса фон Кёсслера, затем в Берлине у Ферруччо Бузони (1898—1901). Концертировал в Берлине, исполняя сонаты Бетховена, Листа и собственные сочинения. С 1905 г. жил в Париже, с 1914 г. — в Швейцарии, в 1922 г. вернулся в Венгрию. Широко концертировал, давая сольные концерты и исполняя камерную музыку; считался одним из значимых пианистов своего времени. Был особенно известен как исполнитель французской (Равель, Дебюсси) и венгерской (Барток, Кодаи) музыки.
Среди его учеников — Луи Аско (фр. Luis Ascot), Берта Алвес де Соза.

## Творчество
Автор ряда фортепианных транскрипций органных и хоровых сочинений Иоганна Себастьяна Баха, фортепианной сюиты в пяти частях, переложенной из балета Стравинского «Петрушка».
В 1906 г. по просьбе автора переписал фортепианную партию концерта Фредерика Делиуса, придав ей большую эффектность и виртуозность. Концерт в этой, одобренной автором редакции, Т.Санто исполнил впервые в 1907 г. и затем также в 1912, 1913 и 1921 гг. Наряду с этим Концерт Ф.Делиуса продолжает исполняться и в оригинальной версии 1904 года.
Интересовался музыкой Японии, и по крайней мере в трёх его сочинениях (опера, оркестровая и фортепианная сюиты) заметно японское влияние. Некоторые из «японских» сочинений Т.Санто записаны в 1999 г. в исполнении Норико Огава.

### Избранные произведения
оперы
- Тайфун (поставлена в 1924 г. в Мангейме)
- Самум (1933)

для фортепиано
- Восточные этюды, op.1[16]
- Драматическая элегия, op.3[16]
- Контрасты (сюита, 1912)[16]

переложения
- И. С. Бах. Фантазия и фуга для органа (BWV 542)[16][17]
- И. С. Бах. Органное вступление к хоралу[18]
- И. Стравинский. Петрушка[16]

## Награды
- орден Почётного легиона (1931)[19]